# Studnice (Osoblaha)

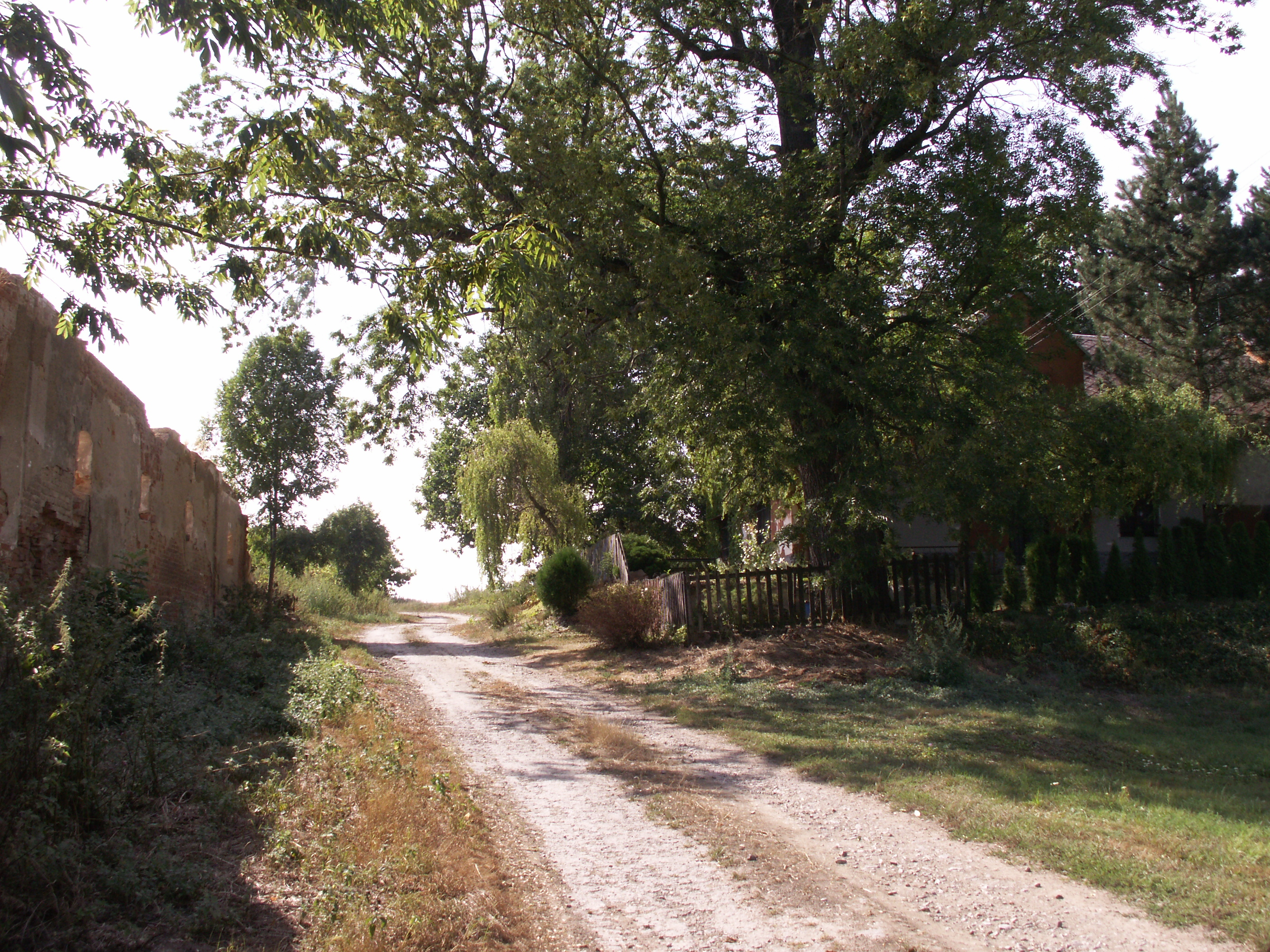
Ortsansicht

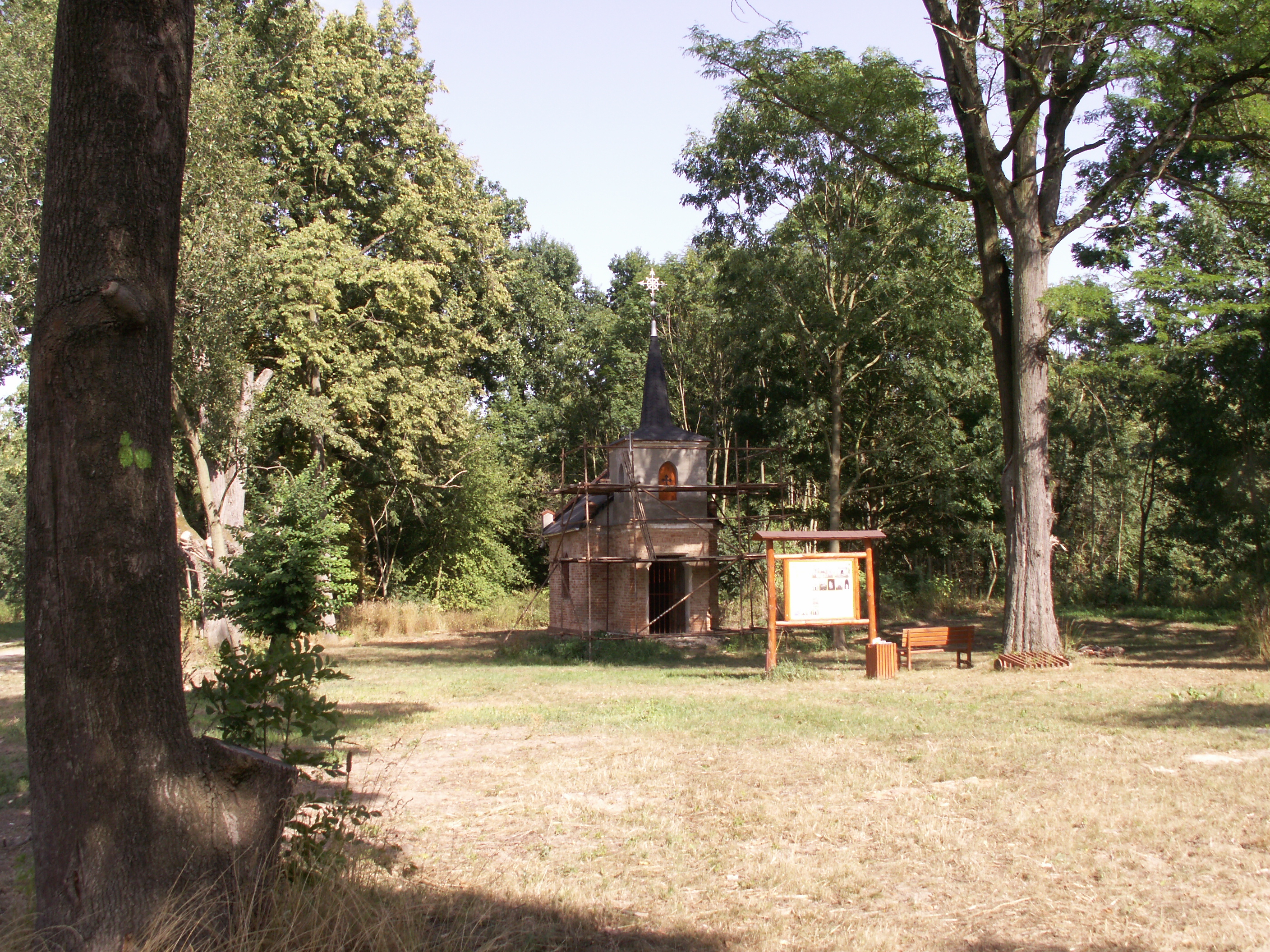
Kapelle des hl. Leonhard

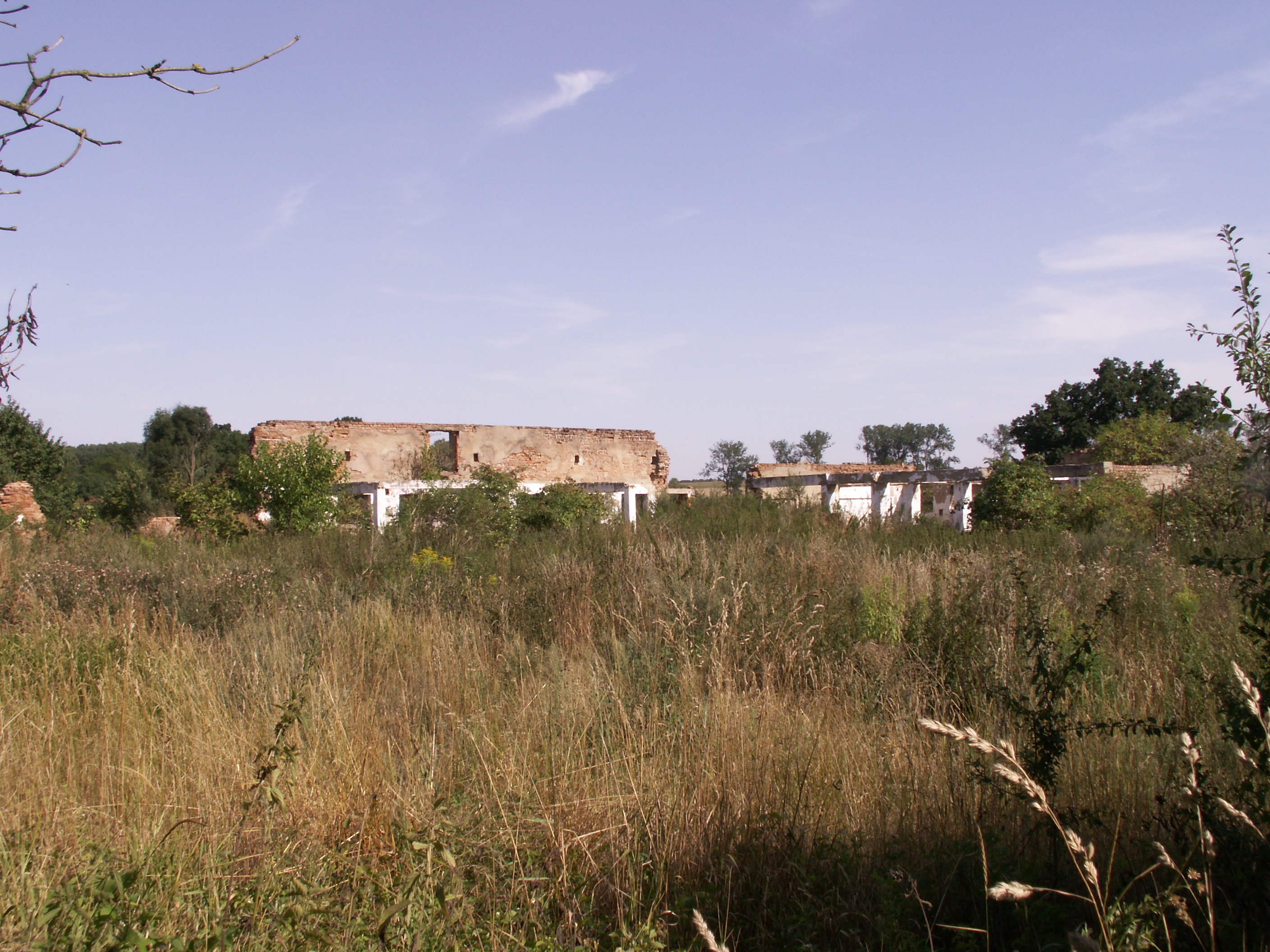
Ruine des Meierhofes

Studnice, bis 1949 Štundorf (deutsch Stubendorf, volkstümlich Stobndorf, polnisch Studnica) ist eine Grundsiedlungseinheit der Stadt Osoblaha (Hotzenplotz) in Tschechien. Sie liegt knapp drei Kilometer nordöstlich von Osoblaha an der polnischen Grenze und gehört zum Okres Bruntál. Das Dorf ist heute weitgehend erloschen.

## Geographie
Der als Wegedorf angelegte Ort befindet sich zwischen den Flüssen Osoblaha (Ossa) und Prudnik (Braune) am Rande der Slezská nížina (Schlesische Tieflandsbucht) in der Osoblažská nížina (Hotzenplotzer Tiefland). 
Nachbarorte sind Nowy Browiniec (Deutsch Probnitz) und Wierzch (Deutsch Müllmen) im Norden, Racławice Śląskie (Deutsch Rasselwitz) im Nordosten, Klisino (Gläsen) im Osten, Pomorzowice (Pommerswitz) im Südosten, Pomorzowiczki (Alt Wiendorf) und Stara Wieś (Neu Wiendorf) im Süden, Osoblaha (Hotzenplotz), Hlinka (Glemkau) und Rylovka (Rüllenhäuser) im Südwesten, Nové Vrbno (Würbenhof), Závsí (Hinterhäusel) und Krzyżkowice (Kröschendorf) im Westen sowie Slezské Pavlovice (Deutsch Paulowitz) im Nordwesten.

## Geschichte
Die erste urkundliche Erwähnung von Stubendorf erfolgte im Jahre 1389. Das Dorf bildete ein bischöfliches Lehngut, das jedoch keinen Herrensitz besaß und immer mit anderen Gütern verbunden war. Der gegenüber der Stadt Hotzenplotz verschuldete Besitzer des Gutes Bohuslav Pavlovský von Pavlovitz, verkaufte der Stadt 1612 das Gut Stubendorf für 7796 mährische Taler. Seit dem 17. Jahrhundert führte von Stubendorf ein gepflasterter Fahrweg mit Brücke über die Braune nach Deutsch Rasselwitz. 1681 wurden die ersten Kirchenbücher in Hotzenplotz geführt. Nach dem Ende des Ersten Schlesischen Krieges wurde 1742 nördlich, östlich und südlich von Stubendorf die neue Grenze zu Preußisch Schlesien gezogen. Bis 1783 gehörte Stubendorf – wie die anderen mährischen Enklaven – zum Prerauer Kreis, danach zum Troppauer Kreis.
Im Laufe der Jahre waren verschiedene Namensformen in Gebrauch: Stumdorf, Stundorf (1441), Studendorf (1506), Štundorf (ab 1559), Štubendorf (ab 1569), Šundorf (1575), Stybendorf (ab 1642), Steubendorf (1659), Stuebendorf (1676) und Studinka (1771).
Im Jahre 1835 bestand Stubendorf aus 26 Häusern mit 173 deutschsprachigen und katholischen Einwohnern – ausschließlich Gärtner und Häusler, die vom Tagelohn und der Landwirtschaft lebten. Im Ort gab es einen herrschaftlichen Meierhof und eine Mahlmühle. Pfarr- und Schulort war Hotzenplotz. Das Dorf war Teil der großen mährischen Enklave Hotzenplotz. Bis zur Mitte des 19. Jahrhunderts blieb das bischöfliche Lehn Stubendorf im Besitz der Stadt Hotzenplotz.
Nach der Aufhebung der Patrimonialherrschaften bildete Stubendorf/Štundorf ab 1849 einen Ortsteil der Stadt Hotzenplotz im Gerichtsbezirk Hotzenplotz. Ab 1869 gehörte Stubendorf zum Bezirk Jägerndorf. Zu dieser Zeit hatte das Dorf 195 Einwohner und bestand aus 28 Häusern. Ab 1871 wurden Studnice und Jizbičko als tschechische Ortsnamen verwendet, im Jahre 1893 Studenice und danach erneut Štundorf. Im Jahre 1900 lebten in Stubendorf 178 Personen, 1910 waren es 142. Zu dieser Zeit gab es in Stubendorf eine  Schule, eine Kapelle und Josef Herrmanns Gasthaus.
Nach dem Ende des Ersten Weltkrieges 1918 wurde Stubendorf Teil der neugegründeten Tschechoslowakei. 1919 löste sich Stubendorf von Hotzenplotz los und bildete eine eigene Gemeinde. Beim Zensus von 1921 lebten in den 25 Häusern der Gemeinde 143 Personen, darunter 119 Deutsche und fünf Tschechen. Im Jahre 1930 bestand Stubendorf aus 27 Häusern und hatte 146 Einwohner. Nach dem Münchner Abkommen wurde die Gemeinde im Herbst 1938 dem Deutschen Reich zugesprochen und gehörte bis 1945 zum Landkreis Jägerndorf. 1939 lebten in der Gemeinde 176 Personen. Die Grenzbrücke über die Braune wurde zum Ende des Zweiten Weltkrieges zerstört und nie wieder aufgebaut. Nach dem Ende des Krieges wurde Štundorf 1945 wieder Teil der Tschechoslowakei. Die deutschsprachige Bevölkerung wurde 1946 fast vollständig vertrieben. 1949 erfolgte die Umbenennung in Studnice.
Im Jahre 1950 lebten in den 22 Häusern von Studnice 75 Personen. Zu Beginn des Jahres 1951 erfolgte die Eingemeindung nach Osoblaha. Im Jahre 1961 wurde Studnice in den Okres Bruntál umgegliedert, zu dieser Zeit hatte das Dorf noch 110 Einwohner. In den 1960er und 1970er Jahren wurden fast alle Häuser des kaum noch bewohnten Dorfes abgebrochen. Der Ortsteil Studnice wurde mit Beginn des Jahres 1971 aufgehoben. 1991 war Studnice unbewohnt. Beim Zensus von 2011 lebte in dem einzigen Wohnhaus von Studnice eine Person. Heute besteht Studnice aus zwei Häusern, der Kapelle und den Resten des Wasserwerks.

## Ortsgliederung
Die Grundsiedlungseinheit Studnice bildet den Katastralbezirk Studnice u Osoblahy.

## Sehenswürdigkeiten
- Kapelle des hl. Leonhard, sie wurde 2014–2016 saniert und im Jahre 2016 neu geweiht[7]